# Лукас Жоао
Лукас Едурдо Сантос Жоао (порт. Lucas Eduardo Santos João, нар. 8 серпня 1991, Барселуш) — португальський футболіст, нападник клубу «Шеффілд Венсдей» та національної збірної Португалії.